# فهرست قطعنامه‌های شورای امنیت ۲۰۰۱ تا ۲۱۰۰
| قطعنامه‌های شورای امنیت                                      |
| ----------------------------------------------------------- |
| منابع: نشست‌های شورای امنیت • UNBISnet • ویکی‌نبشته           |
| ۱ تا ۱۰۰ (۱۹۴۶–۱۹۵۳)                                        |
| ۱۰۱ تا ۲۰۰ (۱۹۵۳–۱۹۶۵)                                      |
| ۲۰۱ تا ۳۰۰ (۱۹۶۵–۱۹۷۱)                                      |
| ۳۰۱ تا ۴۰۰ (۱۹۷۱–۱۹۷۶)                                      |
| ۴۰۱ تا ۵۰۰ (۱۹۷۶–۱۹۸۲)                                      |
| ۵۰۱ تا ۶۰۰ (۱۹۸۲–۱۹۸۷)                                      |
| ۶۰۱ تا ۷۰۰ (۱۹۸۷–۱۹۹۱)                                      |
| ۷۰۱ تا ۸۰۰ (۱۹۹۱–۱۹۹۳)                                      |
| ۸۰۱ تا ۹۰۰ (۱۹۹۳–۱۹۹۴)                                      |
| ۹۰۱ تا ۱۰۰۰ (۱۹۹۴–۱۹۹۵)                                     |
| ۱۰۰۱ تا ۱۱۰۰ (۱۹۹۵–۱۹۹۷)                                    |
| ۱۱۰۱ تا ۱۲۰۰ (۱۹۹۷–۱۹۹۸)                                    |
| ۱۲۰۱ تا ۱۳۰۰ (۱۹۹۸–۲۰۰۰)                                    |
| ۱۳۰۱ تا ۱۴۰۰ (۲۰۰۰–۲۰۰۲)                                    |
| ۱۴۰۱ تا ۱۵۰۰ (۲۰۰۲–۲۰۰۳)                                    |
| ۱۵۰۱ تا ۱۶۰۰ (۲۰۰۳–۲۰۰۵)                                    |
| ۱۶۰۱ تا ۱۷۰۰ (۲۰۰۵–۲۰۰۶)                                    |
| ۱۷۰۱ تا ۱۸۰۰ (۲۰۰۶–۲۰۰۸)                                    |
| ۱۸۰۱ تا ۱۹۰۰ (۲۰۰۸–۲۰۰۹)                                    |
| ۱۹۰۱ تا ۲۰۰۰ (۲۰۰۹–۲۰۱۱)                                    |
| ۲۰۰۱ تا ۲۱۰۰ (۲۰۱۱–۲۰۱۳)                                    |
| ۲۱۰۱ تا ۲۲۰۰ (۲۰۱۳–۲۰۱۵)                                    |
| ۲۲۰۱ تا ۲۳۰۰ (۲۰۱۵–۲۰۱۶)                                    |
| ۲۳۰۱ تا ۲۴۰۰ (۲۰۱۶–۲۰۱۸)                                    |
| ۲۲۰۱ تا ۲۳۰۰ (۲۰۱۸–تاکنون)                                  |
| متن مربوطه در ویکی‌نبشته : قطعنامه‌های شورای امنیت سازمان ملل |

فهرست زیر، شامل قطعنامه‌های سازمان ملل متحد از قطعنامهٔ شمارهٔ ۲۰۱۱ تا ۲۰۱۰ است که در بازهٔ زمانی ۲۹ جولای ۲۰۱۱ میلادی تا ۲۵ آوریل ۲۰۱۳ میلادی به تصویب رسیده‌است.
| شمارهٔ قطعنامه | تاریخ           | آرا (موافق-ممتنع-مخالف) | موضوع نشست                                                              |
| ------------- | --------------- | ----------------------- | ----------------------------------------------------------------------- |
| ۲۰۰۲          | ۲۹ جولای ۲۰۱۱   | ۱۵-۰-۰                  | بررسی وضعیت سومالی                                                      |
| ۲۰۰۳          | ۲۹ جولای ۲۰۱۱   | ۱۵-۰-۰                  | بررسی وضعیت سودان                                                       |
| ۲۰۰۴          | ۳۰ اوت ۲۰۱۱     | ۱۵-۰-۰                  | بررسی وضعیت خاورمیانه                                                   |
| ۲۰۰۵          | ۱۴ سپتامبر ۲۰۱۱ | ۱۵-۰-۰                  | بررسی وضعیت سیرالئون                                                    |
| ۲۰۰۶          | ۱۴ سپتامبر ۲۰۱۱ | ۱۵-۰-۰                  | دیوان جرایم بین‌المللی برای رواندا                                       |
| ۲۰۰۷          | ۱۴ سپتامبر ۲۰۱۱ | ۱۵-۰-۰                  | دیوان جرایم بین‌المللی برای یوگسلاوی پیشین                               |
| ۲۰۰۸          | ۱۶ سپتامبر ۲۰۱۱ | ۱۵-۰-۰                  | بررسی وضعیت لیبریا                                                      |
| ۲۰۰۹          | ۱۶ سپتامبر ۲۰۱۱ | ۱۵-۰-۰                  | جنگ داخلی لیبی (۲۰۱۱)                                                   |
| ۲۰۱۰          | ۳۰ سپتامبر ۲۰۱۱ | ۱۵-۰-۰                  | بررسی وضعیت سومالی                                                      |
| ۲۰۱۱          | ۱۲ اکتبر ۲۰۱۱   | ۱۵-۰-۰                  | بررسی وضعیت افغانستان                                                   |
| ۲۰۱۲          | ۱۴ اکتبر ۲۰۱۱   | ۱۵-۰-۰                  | مسئله هائیتی                                                            |
| ۲۰۱۳          | ۱۴ اکتبر ۲۰۱۱   | ۱۵-۰-۰                  | دیوان جرایم بین‌المللی برای رواندا                                       |
| ۲۰۱۴          | ۲۱ اکتبر ۲۰۱۱   | ۱۵-۰-۰                  | بررسی وضعیت یمن                                                         |
| ۲۰۱۵          | ۲۴ اکتبر ۲۰۱۱   | ۱۵-۰-۰                  | بررسی وضعیت سومالی                                                      |
| ۲۰۱۶          | ۲۷ اکتبر ۲۰۱۱   | ۱۵-۰-۰                  | جنگ داخلی لیبی (۲۰۱۱)                                                   |
| ۲۰۱۷          | ۳۱ اکتبر ۲۰۱۱   | ۱۵-۰-۰                  | بررسی وضعیت در لیبی                                                     |
| ۲۰۱۸          | ۳۱ اکتبر ۲۰۱۱   | ۱۵-۰-۰                  | صلح و امنیت در آفریقا                                                   |
| ۲۰۱۹          | ۱۶ نوامبر ۲۰۱۱  | ۱۵-۰-۰                  | بررسی وضعیت در بوسنی و هرزگوین                                          |
| ۲۰۲۰          | ۲۲ نوامبر ۲۰۱۱  | ۱۵-۰-۰                  | بررسی وضعیت در سومالی                                                   |
| ۲۰۲۱          | ۲۹ نوامبر ۲۰۱۱  | ۱۵-۰-۰                  | بررسی وضعیت مربوط به جمهوری دمکراتیک کنگو                               |
| ۲۰۲۲          | ۰۲ دسامبر ۲۰۱۱  | ۱۵-۰-۰                  | بررسی وضعیت لیبی                                                        |
| ۲۰۲۳          | ۰۵ دسامبر ۲۰۱۱  | ۱۳-۲-۰                  | صلح و امنیت در آفریقا                                                   |
| ۲۰۲۴          | ۱۴ دسامبر ۲۰۱۱  | ۱۵-۰-۰                  | گزارش دبیر کل سازمان ملل درباره سودان                                   |
| ۲۰۲۵          | ۱۴ دسامبر ۲۰۱۱  | ۱۵-۰-۰                  | بررسی وضعیت در لیبریا                                                   |
| ۲۰۲۶          | ۱۴ دسامبر ۲۰۱۱  | ۱۵-۰-۰                  | بررسی وضعیت در قبرس                                                     |
| ۲۰۲۷          | ۲۰ دسامبر ۲۰۱۱  | ۱۵-۰-۰                  | بررسی وضعیت در بوروندی                                                  |
| ۲۰۲۸          | ۲۱ دسامبر ۲۰۱۱  | ۱۵-۰-۰                  | بررسی وضعیت خاورمیانه                                                   |
| ۲۰۲۹          | ۲۱ دسامبر ۲۰۱۱  | ۱۵-۰-۰                  | دیوان جرایم بین‌المللی برای رواندا                                       |
| ۲۰۳۰          | ۲۱ دسامبر ۲۰۱۱  | ۱۵-۰-۰                  | بررسی وضعیت گینه بیسائو                                                 |
| ۲۰۳۱          | ۲۱ دسامبر ۲۰۱۱  | ۱۵-۰-۰                  | بررسی وضعیت جمهوری آفریقای مرکزی                                        |
| ۲۰۳۲          | ۲۲ دسامبر ۲۰۱۱  | ۱۵-۰-۰                  | گزارش دبیر کل سازمان ملل درباره سودان                                   |
| ۲۰۳۳          | ۱۲ ژانویه ۲۰۱۲  | ۱۵-۰-۰                  | صلح و امنیت در آفریقا                                                   |
| ۲۰۳۴          | ۱۹ ژانویه ۲۰۱۲  | ۱۵-۰-۰                  | دادگاه بین‌المللی                                                        |
| ۲۰۳۵          | ۱۷ فوریه ۲۰۱۲   | ۱۵-۰-۰                  | گزارش دبیر کل سازمان ملل درباره سودان                                   |
| ۲۰۳۶          | ۲۲ فوریه ۲۰۱۲   | ۱۵-۰-۰                  | بررسی وضعیت در سومالی                                                   |
| ۲۰۳۷          | ۲۳ فوریه ۲۰۱۲   | ۱۵-۰-۰                  | بررسی وضعیت در تیمور شرقی                                               |
| ۲۰۳۸          | ۲۹ فوریه ۲۰۱۲   | ۱۵-۰-۰                  | دیوان جرایم بین‌المللی برای یوگسلاوی پیشین                               |
| ۲۰۳۹          | ۲۹ فوریه ۲۰۱۲   | ۱۵-۰-۰                  | دربارهٔ صلح و امنیت در آفریقا                                            |
| ۲۰۴۰          | ۱۲ مارس ۲۰۱۲    | ۱۵-۰-۰                  | بررسی وضعیت در لیبی                                                     |
| ۲۰۴۱          | ۲۲ مارس ۲۰۱۲    | ۱۵-۰-۰                  | بررسی وضعیت در افغانستان                                                |
| ۲۰۴۲          | ۱۴ آوریل ۲۰۱۲   | ۱۵-۰-۰                  | جنگ داخلی سوریه                                                         |
| ۲۰۴۳          | ۲۱ آوریل ۲۰۱۲   | ۱۵-۰-۰                  | جنگ داخلی سوریه                                                         |
| ۲۰۴۴          | ۲۴ آوریل ۲۰۱۲   | ۱۵-۰-۰                  | گسترش مأموریت هیئت سازمان ملل متحد برای رفراندوم در صحرای غربی          |
| ۲۰۴۵          | ۲۶ آوریل ۲۰۱۲   | ۱۵-۰-۰                  | تحریم تجارت الماس ساحل عاج                                              |
| ۲۰۴۶          | ۲ مه ۲۰۱۲       | ۱۵-۰-۰                  | گزارش دبیر کل در مورد سودان                                             |
| ۲۰۴۷          | ۱۷ مه ۲۰۱۲      | ۱۵-۰-۰                  | گزارش دبیر کل در مورد سودان                                             |
| ۲۰۴۸          | ۱۸ مه ۲۰۱۲      | ۱۵-۰-۰                  | وضعیت در گینه بیسائو                                                    |
| ۲۰۴۹          | ۷ ژوئن ۲۰۱۲     | ۱۵-۰-۰                  | تمدید تحریم‌ها علیه ایران                                                |
| ۲۰۵۰          | ۱۲ ژوئن ۲۰۱۲    | ۱۵-۰-۰                  | تمدید تحریم‌ها علیه کره شمالی                                            |
| ۲۰۵۱          | ۱۲ ژوئن ۲۰۱۲    | ۱۵-۰-۰                  | وضعیت در خاورمیانه                                                      |
| ۲۰۵۲          | ۲۷ ژوئن ۲۰۱۲    | ۱۵-۰-۰                  | وضعیت در خاورمیانه                                                      |
| ۲۰۵۳          | ۲۷ ژوئن ۲۰۱۲    | ۱۵-۰-۰                  | وضعیت نگران‌کننده در جمهوری دموکراتیک کنگو                               |
| ۲۰۵۴          | ۲۹ ژوئن ۲۰۱۲    | ۱۵-۰-۰                  | دادگاه بین‌المللی کیفری برای رواندا                                      |
| ۲۰۵۵          | ۲۹ ژوئن ۲۰۱۲    | ۱۵-۰-۰                  | منع گسترش سلاح‌های کشتار جمعی                                            |
| ۲۰۵۶          | ۵ ژوئیه ۲۰۱۲    | ۱۵-۰-۰                  | وضعیت در مالی                                                           |
| ۲۰۵۷          | ۵ ژوئیه ۲۰۱۲    | ۱۵-۰-۰                  | گزارش دبیر کل در مورد سودان                                             |
| ۲۰۵۸          | ۱۹ ژوئیه ۲۰۱۲   | ۱۳-۰-۲                  | تمدید مأموریت نیروهای حافظ صلح سازمان ملل متحد در قبرس                  |
| ۲۰۵۹          | ۲۰ ژوئیه ۲۰۱۲   | ۱۵-۰-۰                  | تمدید مأموریت ناظران سازمان ملل متحد در سوریه                           |
| ۲۰۶۰          | ۲۵ ژوئیه ۲۰۱۲   | ۱۵-۰-۰                  | وضعیت در سومالی                                                         |
| ۲۰۶۱          | ۲۵ ژوئیه ۲۰۱۲   | ۱۵-۰-۰                  | تمدید مأموریت نمایندگی سازمان ملل متحد در عراق                          |
| ۲۰۶۲          | ۲۶ ژوئیه ۲۰۱۲   | ۱۵-۰-۰                  | تمدید مأموریت عملیات سازمان ملل در ساحل عاج                             |
| ۲۰۶۳          | ۳۱ ژوئیه ۲۰۱۲   | ۱۴-۰-۱                  | تمدید مأموریت عملیات ترکیبی سازمان ملل متحد در دارفور                   |
| ۲۰۶۴          | ۳۰ اوت ۲۰۱۲     | ۱۵-۰-۰                  | تمدید مأموریت نیروهای حافظ صلح سازمان ملل مستقر در لبنان                |
| ۲۰۶۵          | ۱۲ سپتامبر ۲۰۱۲ | ۱۵-۰-۰                  | تمدید مأموریت دفتر حافظ صلح سازمان ملل در سیرالئون                      |
| ۲۰۶۶          | ۱۷ سپتامبر ۲۰۱۲ | ۱۵-۰-۰                  | وضعیت در لیبریا                                                         |
| ۲۰۶۷          | ۱۸ سپتامبر ۲۰۱۲ | ۱۵-۰-۰                  | وضعیت در سومالی                                                         |
| ۲۰۶۸          | ۱۹ سپتامبر ۲۰۱۲ | ۱۱-۰-۴                  | استفاده نظامی از کودکان                                                 |
| ۲۰۶۹          | ۹ اکتبر ۲۰۱۲    | ۱۵-۰-۰                  | تمدید مجور نیروهای بین‌المللی کمک به امنیت در افغانستان                  |
| ۲۰۷۰          | ۱۲ اکتبر ۲۰۱۲   | ۱۵-۰-۰                  | تمدید مأموریت سازمان ملل در برقراری ثبات در هائیتی                      |
| ۲۰۷۱          | ۱۲ اکتبر ۲۰۱۲   | ۱۵-۰-۰                  | جنگ شمال مالی                                                           |
| ۲۰۷۲          | ۳۱ اکتبر ۲۰۱۲   | ۱۵-۰-۰                  | وضعیت در سومالی                                                         |
| ۲۰۷۳          | ۷ نوامبر ۲۰۱۲   | ۱۵-۰-۰                  | وضعیت در سومالی                                                         |
| ۲۰۷۴          | ۱۴ نوامبر ۲۰۱۲  | ۱۵-۰-۰                  | وضعیت در بوسنی و هرزگوین                                                |
| ۲۰۷۵          | ۱۶ نوامبر ۲۰۱۲  | ۱۵-۰-۰                  | گزارش دبیر کل در مورد سودان                                             |
| ۲۰۷۶          | ۲۰ نوامبر ۲۰۱۲  | ۱۵-۰-۰                  | وضعیت نگران‌کننده در جمهوری دموکراتیک کنگو                               |
| ۲۰۷۷          | ۲۱ نوامبر ۲۰۱۲  | ۱۵-۰-۰                  | وضعیت در سومالی                                                         |
| ۲۰۷۸          | ۲۸ نوامبر ۲۰۱۲  | ۱۵-۰-۰                  | وضعیت در جمهوری دموکراتیک کنگو                                          |
| ۲۰۷۹          | ۱۲ دسامبر ۲۰۱۲  | ۱۵-۰-۰                  | وضعیت در لیبریا                                                         |
| ۲۰۸۰          | ۱۲ دسامبر ۲۰۱۲  | ۱۵-۰-۰                  | اجازه به یک قاضی در دادگاه بین‌المللی کیفری برای رواندا برای کار پاره‌وقت |
| ۲۰۸۱          | ۱۷ دسامبر ۲۰۱۲  | ۱۵-۰-۱                  | دادگاه بین‌المللی کیفری یوگسلاوی سابق                                    |
| ۲۰۸۲          | ۱۷ دسامبر ۲۰۱۲  | ۱۵-۰-۰                  | تهدید صلح و امنیت بین‌المللی ناشی از اقدامات تروریستی                    |
| ۲۰۸۳          | ۱۷ دسامبر ۲۰۱۲  | ۱۵-۰-۰                  | تهدید صلح و امنیت بین‌المللی ناشی از اقدامات تروریستی                    |
| ۲۰۸۴          | ۱۹ دسامبر ۲۰۱۲  | ۱۵-۰-۰                  | وضعیت در خاورمیانه                                                      |
| ۲۰۸۵          | ۲۰ دسامبر ۲۰۱۲  | ۱۵-۰-۰                  | وضعیت در مالی                                                           |
| ۲۰۸۶          | ۲۱ ژانویه ۲۰۱۳  | ۱۵-۰-۰                  | مأموریت حفظ صلح سازمان ملل متحد                                         |
| ۲۰۸۷          | ۲۲ ژانویه ۲۰۱۳  | ۱۵-۰-۰                  | وضعیت در کره شمالی                                                      |
| ۲۰۸۸          | ۲۴ ژانویه ۲۰۱۳  | ۱۵-۰-۰                  | وضعیت در جمهوری آفریقای مرکزی                                           |
| ۲۰۸۹          | ۲۴ ژانویه ۲۰۱۳  | ۱۴-۰-۱                  | وضعیت در قبرس                                                           |
| ۲۰۹۰          | ۱۳ فوریه ۲۰۱۳   | ۱۵-۰-۰                  | وضعیت در بوروندی                                                        |
| ۲۰۹۱          | ۱۴ فوریه ۲۰۱۳   | ۱۵-۰-۰                  | وضعیت در سودان                                                          |
| ۲۰۹۲          | ۲۲ فوریه ۲۰۱۳   | ۱۵-۰-۰                  | وضعیت در گینه بیسائو                                                    |
| ۲۰۹۳          | ۶ مارس ۲۰۱۳     | ۱۵-۰-۰                  | تسهیل تحریم تسلیحاتی سومالی                                             |
| ۲۰۹۴          | ۷ مارس ۲۰۱۳     | ۱۵-۰-۰                  | تحریم واردات لوکس به کره شمالی                                          |
| ۲۰۹۵          | ۱۴ مارس ۲۰۱۳    | ۱۵-۰-۰                  | وضعیت در لیبی                                                           |
| ۲۰۹۶          | ۱۹ مارس ۲۰۱۳    | ۱۵-۰-۰                  | وضعیت در افغانستان                                                      |
| ۲۰۹۷          | ۲۶ مارس ۲۰۱۳    | ۱۵-۰-۰                  | وضعیت در سیرالئون                                                       |
| ۲۰۹۸          | ۲۸ مارس ۲۰۱۳    | ۱۵-۰-۰                  | وضعیت در جمهوری دموکراتیک کنگو                                          |
| ۲۰۹۹          | ۲۵ آوریل ۲۰۱۳   | ۱۵-۰-۰                  | وضعیت در صحرای غربی                                                     |
| ۲۱۰۰          | ۲۵ آوریل ۲۰۱۳   | ۱۵-۰-۰                  | وضعیت در مالی                                                           |